# 龍谷大学の人物一覧
龍谷大学の人物一覧（りゅうこくだいがくのじんぶついちらん）は、龍谷大学に関係する人物の一覧記事。

## 大学関係者
- 秋本守英（名誉教授） - 国語学者
- 安藤徹（教授） - 国語学者、副学長
- 市田忠義（元職員） - 龍谷大学教職員組合元書記長、元参議院議員（日本共産党）
- 入澤崇（教授） - 仏教学者、学長
- 大平光代（客員教授） - 弁護士、大阪市元助役
- 岡亮二（名誉教授） - 仏教学者
- 木坂順一郎（名誉教授） - 政治学者、歴史家
- 片岡信之（名誉教授） - 経営学者
- 河合美香（教授） - スポーツ科学者
- 岸田裕之（教授） - 歴史学者
- 北川秀樹（名誉教授） - 法政策学者
- 古財和輝（職員） - 龍谷大学バドミントン部コーチ、元 バドミントン日本代表
- 小峯敦（教授） - 経済学者、元経済学史学会代表幹事
- 清水耕介（教授） - 国際政治学者
- 千玄室（客員教授） - 茶道裏千家第14代家元
- 高島昌二（名誉教授） - 社会学者
- 高橋進（名誉教授） - 政治学者
- 土山希美枝（教授） - 政治学者
- 武田龍精（元教授） - 文学研究科長、宗教学者
- 武村正義（元客員教授） - 元大蔵大臣、元官房長官、元新党さきがけ代表、元滋賀県知事
- 田中宏（元教授） - 在日外国人論、『在日外国人』岩波新書などの著者
- 千葉乗隆（元学長） - 仏教学者、歴史学者、文学博士、龍谷大学名誉教授
- 鶴見良行（元教授） - アジア学・人類学、『バナナと日本人』岩波新書などの著者
- 寺島和夫（元教授） - 経営情報学者
- 寺田詩麻（准教授） - 文学者
- 土井たか子（元客員教授） - 元社民党代表、元衆議院議員・議長
- 鳥井道夫（客員教授） - サントリー名誉会長
- 津富宏（研究員） - 静岡県立大学国際関係学部教授
- 長崎暢子（教授、研究フェロー） - 南アジア史学者
- 中村和雄 (弁護士)（客員教授） - 弁護士
- 中村尚司（研究フェロー） - 地域自立経済学、民際学、『人びとのアジア』岩波新書などの著者
- 中坊公平（元客員教授） - 弁護士
- 西岡久充（教授） - 経営工学者
- 西川清之（教授） - 経営学者
- 西田幸介（元准教授） - 法学者
- 野間圭介（元学部長・教授） - 経営工学者
- 浜井浩一（教授） - 法学者
- 濱下武志（元教授） - 歴史学者
- 深尾昌峰（教授） - 社会学者
- 細川護熙（客員教授） - 元総理大臣
- 松居竜五（教授）
- 松岡利道（元教授） - ローザ・ルクセンブルク研究の第一人者
- 三日月大造（客員教授） - 滋賀県知事
- 村井敏邦（元教授） - 法学者
- 村瀬哲司（教授） - 経済学者
- 李相哲（教授） - メディア史学者
- 山田洋次（客員教授） - 映画監督
- 山内敏弘（元教授） - 法学者
- ルベン・アビト（元教授） - 神学者、宗教学者

## 著名な出身者

### 経済
- 三島海雲 - カルピス創業者、元代表取締役社長
- 長谷川裕一 - はせがわ代表取締役会長
- 斑目力曠 - ネミック・ラムダ（現・デンセイ・ラムダ）創業者

### 教育・研究
- 青木文教 - 大谷探検隊隊員、チベット研究者
- 浅井春夫 - 立教大学名誉教授、社会学者
- 朝枝善照 - 龍谷大学文学部教授、歴史学者
- 網干善教 - 関西大学文学部名誉教授、考古学者
- 稲垣久雄 - 元ロンドン大学講師、龍谷大学名誉教授。元国際真宗学会会長。浄土真宗文献英訳の第一人者。
- 今西一 - 小樽商科大学教授、歴史学者
- 瓜生津隆真 - 京都女子大学名誉教授、元京都女子大学学長
- 越中哲也 - 元長崎市立博物館館長、元長崎純心女子短期大学教授、郷土史家
- 大庭脩 - 関西大学名誉教授、中国簡牘学
- 高楠順次郎 - 東京帝国大学教授。日本の近代仏教学・梵語学の基礎を築いた学者。『大正新脩大蔵経』、『南伝大蔵経』等の編者
- 中井均 - 滋賀県立大学人間文化学部教授、考古学者
- 中川正文 - 京都女子大学名誉教授、大阪国際児童文学館館長
- 土井忠雄 - 京都女子大学名誉教授、元学監。
- 中川明才 - 同志社大学文学部教授、哲学者
- 中西智海 - 相愛大学名誉教授、元学長
- 林行夫 - 京都大学名誉教授、元地域研究コンソーシアム事務局長
- 原田憲雄 - 中国文学者、日本翻訳文化賞受賞
- 福原隆善 - 元佛教大学学長
- 藤井俊博 - 同志社大学文学部教授、表現学会代表理事、金田一京助博士記念賞
- 堀和生 - 京都大学名誉教授
- 松島泰勝 - 経済学部教授、琉球民族独立総合研究学会共同代表
- 水谷幸正 - 元佛教大学学長、佛教教育学園理事長、元浄土宗宗務総長
- 水谷千秋 - 堺女子短期大学副学長、日本古代史
- 宮城洋一郎 - 元種智院大学教授
- 山崎龍明 - 武蔵野大学文学部教授
- 安井重雄 - 文学部教授、近世和歌
- 吉田栄介 - 慶應義塾大学商学部教授、管理会計
- 李子捷 - 西北大学歴史学院准教授、仏教学
- 渡邊文麿 - 元愛知学院大学教授、元パーリ聖典協会 (PTS) 代表

### 仏教
- 伊藤康善 - 真宗興正派学頭
- 大谷光真 - 浄土真宗本願寺派第24代門主
- 大谷光淳 - 浄土真宗本願寺派第25代門主、元文学部講師
- 沢田教英 - 西山浄土宗管長
- 清水公照 - 東大寺長老、華厳宗元管長
- 上司海雲 - 第206世東大寺別当
- 高田好胤 - 薬師寺元管主、法相宗元管長
- 高田良信 - 法隆寺長老
- 田中利典 - 金峯山寺執行長、金峯山修験本宗宗務総長
- 安田暎胤 - 薬師寺管主、法相宗管長
- 宮城泰年 - 聖護院門主、本山修験宗管主

#### 新宗教
- 高森顕徹 - 浄土真宗親鸞会会長
- 増井悟朗 - 浄土真宗華光会代表、浄土真宗本願寺派僧侶

### 政治

#### 現職国会議員
- 池下卓 - 衆議院議員、元大阪府議会議員、大阪維新の会/日本維新の会
- 宗清皇一 - 衆議院議員、復興大臣政務官、元経済産業大臣政務官、元内閣府大臣政務官、自由民主党
- 本村伸子 - 衆議院議員、日本共産党

#### 元職国会議員
- 北畠教真 - 元参議院議員、自由民主党、全日本仏教会事務総長
- 藤井勇治 - 滋賀県長浜市長、元衆議院議員、自由民主党
- 藤谷光信 - 元参議院議員、元山口県議会議員、元岩国市議会議員、民主党

#### 首長
- 岡田一樹 - 大阪府藤井寺市長
- 谷口雄一 - 京都府木津川市長
- 海東英和 - 滋賀県議会議員、元滋賀県高島市長、元滋賀県新旭町長、元滋賀県新旭町議会議員
- 瀧本豊文 - 元岡山県井原市長、元岡山県芳井町長
- 多次勝昭 - 元兵庫県朝来市長
- 水野謙二 - 大阪府阪南市長
- 善岡雅文 - 北海道砂川市長

### 作家
- 五木寛之 - 小説家、エッセイスト、評論家、聴講生
- 小笠原宏樹 - 作家
- 大辻隆弘 - 歌人、宮中歌会始選者
- 川越宗一 - 直木賞作家（中退）
- 河原枇杷男 - 俳人
- 木村博史 - 作家、放送作家
- 須賀ケイ - 小説家
- 篠原温亭 - 俳人、小説家
- 下村トモヒロ - 漫画家
- 大門剛明 - 小説家
- 西川徹郎 - 俳人、文芸評論家
- 仁木稔 - 小説家、SF作家
- 花岡大学 - 童話作家、京都女子大学名誉教授
- 原田実 - 作家、歴史研究家、文明史家
- 毛利志生子 - ライトノベル作家
- 吉岡生夫 - 歌人

### 芸能
- 安達雅哉 - 俳優
- 石田茂樹 - 俳優
- 井筒日美 - 作詞家
- 稲野一美 - モデル、タレント
- 岡田薫 - 女優、タレント
- 沖野修也 - DJ、プロデューサー、Kyoto Jazz Massive
- 柿健一 - ミュージシャン、STANCE PUNKSドラマー
- 加藤和彦 - 音楽プロデューサー、作曲家、ザ・フォーク・クルセダーズ、サディスティック・ミカ・バンド
- 桂雀三郎 - 落語家、ミュージシャン
- かみじょうたけし - お笑い芸人
- 雷門音助 - 落語家
- 川西賢志郎 - お笑い芸人（元和牛、中退）
- 木咲直人 - 俳優
- 黒木千羽 - タレント、ナレーター
- 斎藤夏美 - モデル
- 関秀人 - 劇作家、俳優
- 高須光聖 - 放送作家、作詞家、脚本家、ラジオパーソナリティー
- 田中知之 - DJ、プロデューサー。ファンタスティック・プラスティック・マシーン（ソロプロジェクト）
- 田中真知子 - 声優
- 田畑智子 - 女優
- 月亭天使 - 落語家
- つじあやの - ミュージシャン
- 強 - 歌手
- 中西正樹 - アミューズ社長、サザンオールスターズ元マネージャー
- にしゃんた - レポーター、ルポライター、コラムニスト、山口県立大学准教授
- 西村信章 - 俳優、タレント
- 白桃ピーチよぴぴ - お笑い芸人
- 畑中ふう - ナレーター
- 林家染二 - 落語家
- 広橋涼 - 声優
- 福本ユウショウ - お笑い芸人（ジョックロック）
- 藤岡茜 - タレント、元ウェザーニューズ気象キャスター
- 濱井正吾 - YouTuber、教育ジャーナリスト、ラジオパーソナリティ
- 松林宗恵 - 映画監督
- 松原タニシ - お笑い芸人（中退）
- 丸本大悟 - 作曲家、編曲家、マンドラ奏者、マンドリン奏者
- 三浦明利 - ミュージシャン
- やしきたかじん - ミュージシャン、司会者、タレント（中退）
- やなせなな - ミュージシャン
- 山口茜 - 劇作家、演出家、俳優
- 吉田健志 - 作曲家、ミュージシャン
- 吉水慶 - 俳優、声優
- よよよちゃん - ものまねタレント、Youtuber

### アナウンサー
- 高松良誠 - フリーアナウンサー
- 田中理紗 - 新潟放送アナウンサー
- 中邨雄二 - 朝日放送テレビアナウンサー
- 早川友希 - テレビ山口アナウンサー
- 林伸一郎 - 元朝日放送アナウンサー
- 福島暢啓 - 毎日放送アナウンサー
- 松浦宏子 - 愛媛朝日テレビアナウンサー
- 山本浩之 - 元関西テレビアナウンサー

### スポーツ

#### 野球
- 上甲正典 - 済美高等学校野球部元監督
- 多賀章仁 - 近江高等学校野球部監督
- 北野尚文 - 福井県立福井商業高等学校野球部元監督
- 石田健人マルク - 元中日ドラゴンズ選手
- 伊能正司 - 元近鉄バファローズ選手
- 植大輔 - 元中日ドラゴンズ選手
- 植木一智- 元阪神タイガース選手
- 上原茂行 - 元東京ヤクルトスワローズコーチ
- 梅村好彦 - 元南海ホークス選手
- 大島寛 - 元西武ライオンズ選手
- 河端龍 - 元東京ヤクルトスワローズ選手
- 木元邦之 - 元オリックス・バファローズ選手
- 齊藤信介 - 元中日ドラゴンズ投手
- 坂元忍 - 埼玉西武ライオンズコンディショニングスタッフ
- 正津英志 - 元埼玉西武ライオンズ投手
- 杉山直久 - 元阪神タイガース投手
- 永川光浩 - 元広島東洋カープ投手（永川勝浩の実弟）
- 瀧中瞭太 - 東北楽天ゴールデンイーグルス投手
- 中村辰哉 - 元福井ミラクルエレファンツ捕手（中村悠平の実弟）
- 深江真登 - 元オリックス・バファローズ選手
- 古野正人 - 元東京ヤクルトスワローズ選手
- 本郷宏樹 - 元東京ヤクルトスワローズ選手、龍谷大学野球部監督
- 前田祐二 - 元オリックス・バファローズ投手
- 益田大介 - 元東北楽天ゴールデンイーグルス選手
- 柳瀬明宏 - 元阪神タイガース投手
- 山本忠男 - 元南海ホークス選手、元南海、阪急コーチ
- 山本樹 - 元東京ヤクルトスワローズ選手、龍谷大学野球部元監督
- 吉川勝成 - 元オリックス・バファローズ投手
- 古本武尊 - 元中日ドラゴンズ外野手

#### サッカー
- 原正宏 - サッカー指導者、ジェフユナイテッド千葉テクニカルスタッフ
- 内野貴志 - AC長野パルセイロ、元ユニバーシアード日本代表
- 長澤拓哉 - カマタマーレ讃岐

#### バレーボール
- 日隈佑（トヨタ車体クインシーズ）
- 馬場ゆりか（KUROBEアクアフェアリーズ）
- 金本望（トヨタ車体クインシーズ）
- 堀込奈央（ヴィクトリーナ姫路）
- 福留慧美（デンソーエアリービーズ）

#### ラグビー
- 辻本裕 - 元ラグビー日本代表、近鉄ライナーズ主将
- 大内寛文 - 元ラグビー日本代表、龍谷大学ラグビー部監督

#### その他
- 西川真帆 - 柔道選手（了徳寺学園）
- 米澤夏帆 - 柔道選手
- 高岡寿成 - 陸上長距離選手
- 和田麻希 - 陸上短距離選手（100m、200m）
- 渕瀬真寿美 - 競歩選手、ロンドン五輪代表
- 帝里木下 - プロボクサー、第35代日本スーパーフライ級王者
- 竹迫司登 - プロボクサー、第61代日本ミドル級王者
- 谷口将隆-プロボクサー、第31代日本ミニマム級王者、第22代WBO世界ミニマム級王者
- 宮本賢二 - フィギュアスケート振付師、元フィギュアスケート（アイスダンス）選手
- 大前力也 - 元プロキックボクサー（Krush）
- 松田秀士 - プロレーシングドライバー、自動車評論家（北野武の義弟）
- 岸本ヨシヒロ - プロレーシングライダー